# حمام الشورجة
حمّام الشورجة من حمامات بغداد العامة القديمة العهد كان موجوداً في القرن الحادي عشر الهجري وأشير إليه في وقفية محمد عثمان الحرباوي المؤرخة في 19 أغسطس 1919م، وهو يعود لآل الوتري وفي سنة (1257 هـ) هدم وشيد على اطلاله دكاكين لبيع الفواكه والتمور، ويقع في جانب الرصافة من بغداد في الشورجة.
وشورجة:كلمة فارسية - تركية، تعني: (الماء المالحة)، حيث كان يوجد فيها بئر مالحة، أنشئ عندها حمام يأخذ مياهه منها، في محلة الفراشة وهذه المحلة قديمة التي بقيت من العصر العباسي، وهي تمتد حتى بداية سوق الشورجة. وأول إشارة إليها جاءت في وقفية مؤرخة في (1285ه‍/1876م). وزمن العثمانيين كان الحمام المشهور في المنطقة الشرقية، الحمام المالح، الذي كان يمنح من البئر، ولذلك سمي الحمام الجديد (شوره جه) ومعناه بالتركية (الأقل ملوحة)، وأصبح اسمه (حمام الشورجة) ، وسميت المنطقة باسمه.وربما ينسب إلى السيرجة أو الشرجة التي حرفت إلى الشورجة.

## حمام الشورجة في البقال خانة
وكان هناك حمام آخر يسمى حمام الشورجة أيضاً، يقع في منتصف الشورجة قريباً من محلة (جها الطاق) .وقد هدم وبنيت مكانه أسواق الفرفوري، ويعتقد انه الحمام الذي يقع في سوق البقالخانة أشير إليه في الإعلام الشرعي المؤرخ في( 5صفر 1327ه‍).